# Muhammed Baygül
Muhammed Baygül, né le 3 juin 1992, à Çankaya, en Turquie, est un joueur turc de basket-ball. Il évolue aux postes de meneur et d'arrière.